# East of Scotland Championships 2017
Die East of Scotland Championships 2017 im Badminton fanden vom 18. bis zum 19. März 2017 in Edinburgh statt.

## Sieger und Platzierte
| Disziplin    | Gold                                | Silber                             | Bronze                           |
| ------------ | ----------------------------------- | ---------------------------------- | -------------------------------- |
| Herreneinzel | Ben Torrance                        | Ciar Pringle                       | Matthew Grimley                  |
| Herreneinzel | Ben Torrance                        | Ciar Pringle                       | Joshua Apiliga                   |
| Dameneinzel  | Holly Newall                        | Lauren Middleton                   | Rachel Sugden                    |
| Dameneinzel  | Holly Newall                        | Lauren Middleton                   | Ciara Torrance                   |
| Herrendoppel | Christopher Grimley Matthew Grimley | Josh Neil Steven Stewart           | Calum Atterbury Robbie Patterson |
| Herrendoppel | Christopher Grimley Matthew Grimley | Josh Neil Steven Stewart           | Glen Lewington Ciar Pringle      |
| Damendoppel  | Caitlin Pringle Ciara Torrance      | Lauren Middleton Sarah Sidebottom  | Rachel Andrew Rachel Cameron     |
| Damendoppel  | Caitlin Pringle Ciara Torrance      | Lauren Middleton Sarah Sidebottom  | Kaity Hall Frances Heslop        |
| Mixed        | Ben Torrance Sarah Findlay          | Christopher Grimley Ciara Torrance | Jack Macgregor Basia Grodynska   |
| Mixed        | Ben Torrance Sarah Findlay          | Christopher Grimley Ciara Torrance | Ciar Pringle Caitlin Pringle     |